# Пестов, Василий Иванович
Пестов Василий Иванович (05.01.1889 г. Усть-Ижора, Петербургская губерния — 16.08.1971 г. Австралия, Сидней) — лётчик, участник Первой мировой и Гражданской войны (белые), поручик Русской армии, командир 4-го Сибирского корпусного авиаотряда, начальник Московской авиационной школы, командующий авиацией Западного фронта, подполковник армии Колчака. Награждён 6-ю боевыми орденами.

## Биография
Родился 5 января (по старому стилю 1889 года на станции Усть-Ижора под Санкт-Петербургом в дворянской семье генерал-майора Ивана Васильевич Пестова. В 1908 году окончил Омский кадетский корпус. Продолжил образование в Павловском артиллерийском училище, которое окончил с блестящими результатами в 1910 году. В училище подружился со своим однокашником будущим известным генералом Анатолием Пепеляевым. Получил чин подпоручика, и начал службу в 1-м Сибирском тяжёлом артиллерийском дивизионе.
В 1912 году подпоручик В. Пестов подаёт рапорт о переводе его в авиационные части и с 1-го сентября того же года становится слушателем офицерских теоретических авиационных курсов в Санкт-Петербургском политехническом институте. После отличного окончания курсов Василий Иванович направлен для обучения полётам в Севастопольскую авиационную школу. Пестов оказался самым молодым из своего выпуска, получившим звание пилота. 13.08.1913 года становится поручиком в 5-й авиационной роте в городе Бронницы, получив аппарат «Ньюпор-4». Эти самолёты среди русских лётчиков имели не самую лучшую репутации — большинство аварий происходили именно с этими машинами. Получив Ньюпор, пилот Пестов занялся полной, как сейчас бы сказали, диагностикой аэроплана. В результате ему удалось обнаружить явный дефект в креплении крыльев и путём перетяжки устранить его. Впоследствии этот опыт широко использовался в русской авиации. Невозможно подсчитать скольким пилотам знания и настойчивость прапорщика Василия Ивановича Пестова спасли жизнь. Необходимо отметить ещё одно удивительное качество офицера Пестова — его совершенно не интересовали чины и звания. Начав Первую мировую войну с первых дней и до её последних боёв, Пестов так и остался поручиком. Хотя командные должности, которые он занимал, позволяли иметь звание на два ранга выше. В начале 1916 года Пестов стал командиром авиационного отряда, а в 1917 году командовал авиационным дивизионом, то есть являлся начальником авиации полевой Армии. Причём личный боевой налёт Пестова в 1917 году составлял более 300 часов, что по тем временам считалось очень большой цифрой. За свои боевые действия, за умелое руководства вверенными ему частями лётчик В. И. Пестов был удостоен шести боевых наград.
Октябрьский переворот Пестов не принял, воевал с большевиками в армии Колчака. 28 марта 1919 года, командуя воздушным флотом Западного фронта, Пестов был произведён в штабс-капитаны, а через неделю — 5 апреля — получил звание подполковника, что важно отметить — со старшинством от 19.09.1917 года!
После окончания Гражданской войны эмигрировал сначала в Харбин, позже — в Австралию.
Семья Пестовых классический пример Гражданской войны в России, когда члены одной семьи оказывались по разные стороны баррикад. Родной брат Василия Ивановича — Владимир Иванович Пестов — офицер Русской армии добровольно вступил в РККА и прошёл путь до генерал-полковника Советской армии.
Умер Василий Иванович Пестов 16.08.1971 года в Сиднее.

## Награды
1. орден Святого Станислава 3-й степени.
2. орден Святой Анны 4-й степени с надписью «За храбрость»
3. орден Святой Анны 3-й степени, с мечами и бантом
4. орден Святой Анны 2-й степени с мечами
5. мечи и бант, к имеющемуся ордену Святого Станислава 3-й степени
6. орден Святого Станислава 2-й степени, с мечами
7. орден Святого Владимира 4-й степени, с мечами и бантом